# 이야구치역
이야구치역(일본어: 祖谷口駅)은 일본 도쿠시마현 미요시시에 있는 시코쿠 여객철도 도산 선의 역이다. 역 번호는 D 24이며, 단선 승강장 1면 1선의 구조를 지닌 지상역이다.

## 역사
- 1935년 11월 28일 : 개업.
- 1987년 4월 1일 : 민영화에 따라, 시코쿠 여객철도로 이관.

## 인접 정차역
| 시코쿠 여객철도 도산 선 | 시코쿠 여객철도 도산 선 | 시코쿠 여객철도 도산 선     |
| ----------------------- | ----------------------- | --------------------------- |
| D 23 미나와 다도쓰 방면 | 도산 선                 | 아와카와구치 D 25 고치 방면 |